# 台灣穿山甲
台灣穿山甲（学名：Manis pentadactyla pentadactyla）又稱台灣鯪鯉、悶仔、土龜，是一種身上覆有鱗片的哺乳動物。該物種為穿山甲属中華穿山甲的一個亞種，也是台灣的一個特有亞種。

## 習性
台灣穿山甲的前爪很大因此很有力，非常適合爬樹，但後腳因爪較小而不適於抓住樹幹，所以牠們會用尾巴代替後腳，用尾部的鱗片插入樹幹，因此不易滑落。身體以螺旋的方式向上攀爬，在樹枝則可倒掛，向下則以頭上腳下的方式倒退爬行。台灣穿山甲以舉尾蟻和白蟻為食，台灣穿山甲會用前爪挖開蟻巢，使螞蟻逃出，再用長舌頭舔食。台灣穿山甲的舌頭具有有黏性的唾液，可以沾黏食物後再送進口中。當台灣穿山甲遇到危險時，會縮成球狀，讓掠食者沒辦法下手。

## 特徵
全長75~95公分，體重約3~6.5公斤。全身布滿鱗甲。

## 分布
較常見於 300~500 公尺的台灣中低海拔山區。

## 巢穴

### 覓食洞穴
在山坡上斜著挖地洞，洞口深度較淺，因此較容易見到洞底，洞口常堆著挖出來的廢土。覓食洞穴常在枯樹附近，可做為臨時休息或避敵之處。

### 居住洞穴
洞口多在陡直山坡，周圍遮蔽少、排水佳，洞口深度較淺深，是長久居住的地洞。
主要非自然死亡原因是被人類捕殺、路殺、山區流浪狗捕殺。

## 人工飼養
食物不能吃得太細緻，易有消化潰瘍出血症狀。台灣穿山甲因對自然生態系統依賴極大而難以適應人類圈養環境。

### 動物園
- 臺北市立動物園
- 萊比錫動物園[7][8][9][10]
- 布拉格動物園[11]

## 濫捕與用途

### 濫捕
IUCN宣布包含台灣穿山甲在內之多種穿山甲，已因全球人類飲食需求遭捕殺殆盡；穿山甲更因此成為全球走私量最大的野生物種之一。根據新聞媒體報導，台灣的穿山甲在早期皮革產業發達時遭大量屠殺，1年就捕殺將近6萬隻。
其中，全球最大宗之消費地區為中國大陸及越南。

### 食用
東亞地區自古迷信食用穿山甲鱗片及其他部位可獲醫療保健效果。但是，根據大陸地區各地政府機關表示，由於穿山甲售價高昂，販賣者往往將米粉糊、塗料、水泥、鎮靜劑、興奮劑和防腐劑等注入穿山甲體內以增加獲利。

### 製香
穿山甲甲殼可磨碎製成線香。

### 服飾
穿山甲鱗片可製成甲冑，或者成為其他服飾之裝飾物。

## 文化

### 傳說
- 《山海經》「鯥」 [26]
- 卡那卡那富族「穿山甲掘洞救姑娘」故事[27]
- 金穿山甲

### 活動
- 臺中南屯「穿木屐躦鯪鯉」

### 媒體
- Google首頁 2017年情人節「穿山甲之戀」遊戲[28][29]

## 事件
- 2016年「開放原住民狩獵台灣穿山甲爭議事件」[30]

## 連結
- 野生動物追思會
- 臺灣野生動物路死觀察網 （页面存档备份，存于）
- 員山生態教育館: 穿山甲的秘密大哉問！ （页面存档备份，存于）
- 【大自然】穿山甲知多少？ | 中華民國自然生態保育協會 （页面存档备份，存于）
- 世界穿山甲日一起來認識、保護牠| 台灣動物新聞網 （页面存档备份，存于）
- 仿棲地之術：台灣穿山甲、石虎與水獺的景觀設計 - 窩窩 （页面存档备份，存于）

### 閱讀
- 不能安睡的拉狸：穿山甲 （页面存档备份，存于）
- 穿 山 甲，卻穿不過馬路 （页面存档备份，存于）
- 動物中的內向型：也許在你了解穿山甲之前，它就已經消失了 （页面存档备份，存于）
- 全世界正在嚴加保護穿山甲，臺灣竟「倒退嚕」開放狩獵？ （页面存档备份，存于）

### 影片
- 穿山甲 | 國家地理頻道 世界最怪動物系列（页面存档备份，存于）（英文）

## 延伸閱讀
- 穿山甲| 台灣環境資訊協會-環境資訊中心 （页面存档备份，存于）
- 野生台灣穿山甲的救援
- 臺灣穿山甲研究與保育 - 國立臺灣圖書館
- 裴家騏：我認識的原住民，沒有穿山甲狩獵文化| Mata Taiwan （页面存档备份，存于）
- 保育與狩獵　莫讓原住民狩獵汙名化 （页面存档备份，存于）
- 陳玉敏：開放原民狩獵保育類野生動物，真有助於「轉型正義」、「多元文化」與「族群平等、和諧」？ （页面存档备份，存于）
- 網路與媒體｜獵殺全球瀕危的穿山甲，為什麼可以？台灣的荒謬現象：照顧弱勢，欺負更弱勢 （页面存档备份，存于）
- 與農共處的穿山甲